# 崇廣館
崇廣館（そうこうかん）は、江戸時代後期の安政5年（1858年）に設立された丹波国柏原藩の藩校。
安政5年（1858年）に柏原藩8代藩主織田信敬によって設立され、1871年（明治4年）の廃藩置県によって廃止された。明治以降は氷上郡役所などに使用され
、2007年（平成19年）に柏原法務総合庁舎の建築のために解体されたものの、丹波市によって建物の部材が保管されている。

## 歴史

### 藩校として
嘉永2年（1849年）、柏原藩8代藩主の織田信敬は藩校の又新館を設立したが、嘉永6年（1853）に織田信敬が死去したことで又新館も廃校となった。9代藩主の織田信民は儒学者である小島省斎の教えを請い、安政5年（1858年）秋に崇廣館が完成した。藩校の正門は小島省斎によって尚徳門（しょうとくもん）と命名された。
1871年（明治4年）の廃藩置県によって柏原藩は廃藩となり、同時に崇廣館も廃校となった。1872年（明治5年）8月に学制が発布されると、1873年（明治6年）2月6日には崇廣館の流れを汲む崇広小学校が開校した。

### その後の建物
1879年（明治12年）、崇廣館だった建物は氷上郡役所（最初の郡長は田艇吉）として生まれ変わり、1882年（明治15年）には2階部分が増築された。1889年（明治22年）に町村制が施行され、崇廣館の所在地である柏原には藩政時代の名残から官公庁が集中した。柏原藩主織田家を中心に氷上郡の行政の中心地として栄え、教育・経済機関なども進出してきた。1908年（明治41年）には氷上郡柏原町が氷上郡役所の土地と建物を購入し、1909年（明治42年）3月26日にはこの建物を用いて柏原町立柏原病院が完成した。1919年（大正8年）から1922年（大正11年）頃には、アメリカ人宣教師のジェシー・ソーントンが柏原町から建物を借用して日本自立聖書義塾を開いた。
隣接する柏原高等女学校の講堂建築のため、1933年（昭和8年）には建物が大手通に移築された。太平洋戦争後から1955年（昭和30年）頃には兵庫県統計調査事務所柏原出張所として用いられ、その後は「ことばの教室」などに使われた。

### 近年の動向
2007年（平成19年）には柏原法務総合庁舎建築のために解体された。その部材は丹波市青垣リサイクルセンターに保管されている。また、丹波市立柏原歴史民俗資料館には崇廣館の木額が保管展示されており、丹波市指定文化財に指定されている。
2023年（令和5年）10月には崇廣館の復元を目指す「崇廣館を再建する会」が設立された。2024年（令和6年）2月には「崇廣館を再建する会」によって『崇廣館と志士たち 崇廣館をめぐる人物群像』が発行され、2月10日には丹波市出身の植物学者である岩槻邦男（東京大学名誉教授）による講演会が開催された。

## 名称

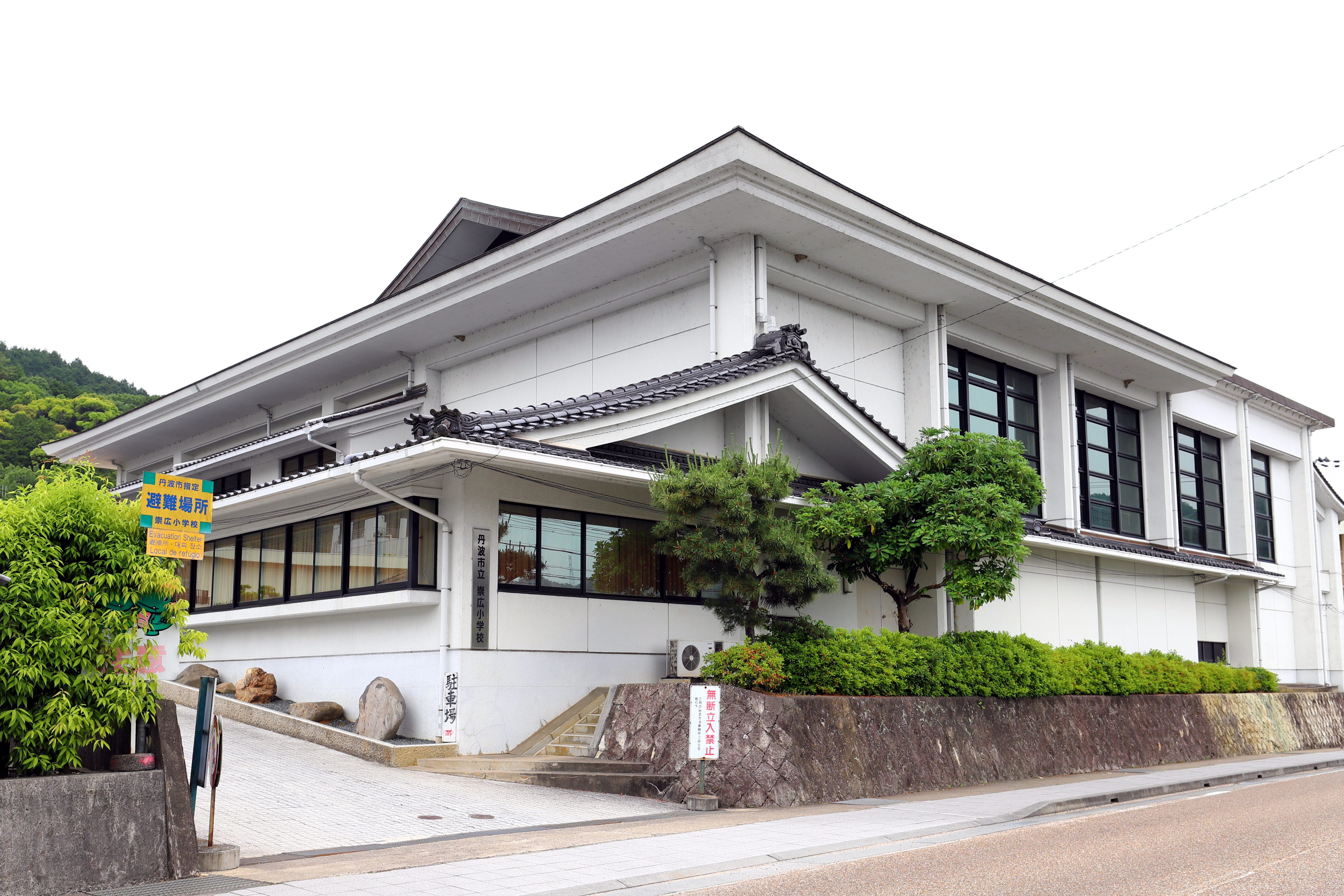
丹波市立崇広小学校

崇廣館は江戸幕府の大学頭の職にあった林大学頭（林復斎）が『易経」にちなんで命名した。
崇廣館という名称は、『易経』の繋辞上伝にある以下の文章から採られた。この文の意味を『中国の思想 7 易経』（徳間書店）では、「易こそは至上の原理というべきであろう。易に則ることによって聖人は徳を高め、実践を拡大することができる」と説明している。。
崇廣館は1871年（明治4年）の廃藩と同時に廃校となったが、その校名と伝統は1872年（明治5年）に開校した崇広小学校に継承されている。

## 特色
崇廣館では、10歳以上になった藩士の子弟の入学を許可するなど定めた「崇廣館学規」が設けられた。校内には、槍術や柔術の稽古場も設置され、文武両道の教育が行われた。

## 建築
藩校として建てられた当初は平屋建てだったが、明治期には2階部分に洋風を取り入れて増築された。そのため、1階は垂木のある一般的な和風建築であるのに対し、2階の室内はオイルペンキを塗った洋風のしつらえで、軒を板貼とされている。
外観は1階の和風建築と同一化し、内部を当時流行であった洋風建築となっていた。藩校建築としても全国で20件程度、兵庫県内では姫路市の林田藩の藩校敬業館と当建物の2例しか現存していない藩校建築であった。